# Pico Cristóbal Colón
Pico Cristóbal Colón (Cristóvão Colombo, em espanhol) é um pico da Sierra Nevada de Santa Marta localizado na Colômbia. É frequentemente tomado como fazendo parte da Cordilheira dos Andes, mas a Sierra Nevada de Santa Marta é um cordilheira independente. É quinta montanha do mundo em proeminência, com mais de 5500 m de destaque topográfico. Situa-se a apenas 42 km da costa. Tem também grande isolamento topográfico, pois a montanha mais alta que lhe é mais próxima é o Cayambe, a 1288 km.
Este pico ultraproeminente é provavelmente o ponto mais alto da Colômbia, necessitando medição rigorosa para desempatar com o Pico Simón Bolívar. Os 5700 m de altitude são indicativos e baseados em dados SRTM. Os mapas topográficos colombianos indicam curvas de nível a 5650 mas já não a 5700 m. Por vezes a altitude de 5775 m é referida.</ref>
Tem neve permanente no topo. Foi escalado pela primeira vez em 1939 por W. Wood, A. Bakerwell e E. Praolini.